# Timon & Pumbaa
Timon en Pumbaa, of voluit The Lion King's Timon and Pumbaa, is een Amerikaanse animatieserie, gebaseerd op de Disneyfilm De Leeuwenkoning. Centraal in de serie staan twee personages uit die bioscoopfilm: de stokstaart Timon en het knobbelzwijn Pumbaa.
De serie liep van 1995 tot 1999 en telt in totaal 86 afleveringen. Hoewel het er een spin-off van is, wordt ze doorgaans niet beschouwd als onderdeel van de chronologie uit de Leeuwenkoning-films, maar als een zelfstandige productie. Van de tekenfilmserie zijn een drietal video's en dvd's verschenen.
De Vlaamse zender Ketnet heeft de reeks uitgezonden tot en met 23 december 2011.

## Verhaal
Elke aflevering van de serie bestaat uit twee of drie subafleveringen, elk met een apart verhaal. In de serie reizen Timon en Pumbaa de hele wereld over. Soms komen ook enkele personages uit de Leeuwenkoning-films in de serie voor, waaronder Rafiki en Simba. Verder is er nog een aantal personages speciaal voor de serie verzonnen. Het bekendste is Quint, een tegenstander van Timon en Pumbaa, die elke keer een andere hoedanigheid en bijpassende naam en heeft, zoals Koekoek Quint, Crimineel Quint en Culinair Quint. Andere personages die vaker terugkomen zijn bijvoorbeeld Speedy de zingende slak, de Gierenpolitie en Fred.

## Productie
Ernie Sabella en Nathan Lane, de acteurs die Pumbaa en Timon in de film van hun stem hadden voorzien, namen in de Engelstalige versie van de serie dezelfde rollen voor hun rekening. Lane stopte echter al tijdens het eerste seizoen, Quinton Flynn nam het stokje van hem over. Op zijn beurt werd Flynn na seizoen 1 opgevolgd door Kevin Schon, die Timons stem tot de laatste aflevering bleef inspreken. Sabella werkte wel mee aan alle 86 afleveringen van de serie.
Gedurende de eerste seizoenen was de serie gericht op kijkers van alle leeftijden, maar tijdens de laatste seizoenen kwam de focus meer op jonge kijkers te liggen. Dit gebeurde nadat veel schrijvers en de regisseur van de serie waren vervangen. Deze verandering betekende echter wel dat de kijkcijfers omlaag gingen, en de serie uiteindelijk werd stopgezet.

## Personages
Hoofdpersonages:
- Timon
- Pumbaa

Gastrollen uit De Leeuwenkoning:
- Rafiki
- Shenzi, Banzai en Ed
- Simba
- Zazu

Andere gastrollen:
- The Three Natives
- Quint
- Fred
- El Toro
- Speedy the Snail
- Uncle Boaris
- Dr. Happy
- Pumbaa Jr.
- Ned the Elephant
- Erwin
- Baas Bever/Boss Beaver
- Baby Earl

## Stemmen
| Personage | Nederlandstalige versie                                     | Amerikaanse versie                        |
| --------- | ----------------------------------------------------------- | ----------------------------------------- |
| Timon     | David Verbeeck                                              | Nathan Lane / Quinton Flynn / Kevin Schon |
| Pumbaa    | Door Van Boeckel                                            | Ernie Sabella                             |
| Simba     | 1° Jurrian van Dongen / 2° Kas van Iersel / 3° Jon van Eerd | Cam Clarke                                |
| Quints    | 1° Alfred van den Heuvel / 2° Bram Bart                     | Corey Burton                              |
| Rafiki    | Freddy Gumbs                                                | Robert Guillaume                          |
| Ed        | Peter van Hoof                                              | Jim Cummings                              |
| Shenzi    | Irene Kuiper                                                | Tress Macneille                           |
| Banzai    | Alfred Lagarde                                              | Rob Paulsen                               |

## Timon & Pumbaa op tv
- Australië – Disney Channel, Boomerang
- Duitsland – Disney Time
- Frankrijk – Disney Channel, M6, TF1
- Filipijnen – ABS-CBN
- Indonesië – MNCTV, Spacetoon
- India – Disney Channel
- Italië – Rai 2, Toon Disney, Italia 1, Rai Yoyo, Rai 1
- Japan – Cartoon Network, Disney Channel
- Qatar – JeemTV
- Verenigd Koninkrijk – ITV (CITV), Disney Channel, Disney XD
- Verenigde Arabische Emiraten – MBC 3
- Verenigde Staten – CBS, Toon Disney
- Zuid-Korea – Disney Channel